# Почкайлов, Михаил Иванович
Михаил Иванович Почкайлов (14 декабря 1933, Остров, Ляховичский район — 9 апреля 2011, Москва) — начальник комбината «Ждановстрой», Донецкая область.

## Биография
Родился 14 декабря 1933 года в Брестской области.
В 1957 году окончил Львовский политехнический институт. С 1957 года работал в строительном объединении «Ждановострой», стал начальником комбината. Под его руководством построено множество металлургических комплексов в Донбассе. Руководил реконструкциями горно-обогатительных комбинатов в городе Кривой Рог.
Указом Президиума Верховного Совета СССР от 26 декабря 1973 года за выдающиеся производственные успехи, достигнутые на строительстве прокатного стана «3600» Ждановского металлургического завода «Азовсталь» Почкайлову Михаилу Ивановичу присвоено звание Героя Социалистического Труда с вручением ордена Ленина и золотой медали «Серп и Молот».
В 1976 году стал заместителем министра строительства предприятий тяжёлой индустрии Украинской ССР. В 1978 году стал первым заместителем министра строительства предприятий тяжёлой индустрии СССР.
Жил в Москве. Умер 9 апреля 2011 года. Похоронен в Москве на Троекуровском кладбище.

## Награды
- Орден Ленина;
- Орден Октябрьской Революции;
- Дважды Орден Трудового Красного Знамени;
- Орден Дружбы народов;
- Орден «Знак Почёта»;
- Орден «За заслуги перед Отечеством» 4-й степени;
- медали;
- Почётная грамота Кабинета Министров Украины (2003)[2].